# NPC (기업)
NPC(National Plastic Co. Ltd. 舊 내쇼날푸라스틱)는 플라스틱 사출 제품을 제조 및 판매하는 코스닥 상장 기업이다. 플라스틱 사출공구인 금형 등도 판매한다.

## 사업
사업 초창기에는 플라스틱 바가지 및 도마, 보온병, 도시락 등의 생활용품을 주로 만들었다. 현재는 음료 및 주류를 담는 플라스틱 콘테이너, 산업용 콘테이너 등을 주로 생산한다.
원재료는 거의 국내 유화업계에서 조달하나, 석유를 원료로 하는 플라스틱 재료의 특성상 국제원유가 및 환율에 따라 실적에 영향을 받는다. 플라스틱 산업은 가치에 비해 부피가 크고 값이 싸기 때문에, 물류비용이 높은 해외수출보다는 국내에 주로 판매가 이루어지며 매출 역시 내수 경기에 큰 영향을 받는다.
매출액은 매년 2,000억~3,000억대 규모로, 순이익 역시 지속적인 흑자를 기록하고 있는 견실한 기업이다.

## 주식
상장회사이기는 하나, 주식 시장에서 거래가 거의 이루어지지 않는 종목이다. 창업주가 자신의 손자가 경영하는 동암이라는 회사에 지분을 대량으로 매각한 일이 있는데 이것이 세금을 절약하기 위한 편법 증여라는 의혹이 있다.

## 연혁
- 1965년 5월 : 회사 설립(본점소재지: 부산시 동래구 연산동)
- 1965년 8월 : 영진화학 흡수 합병
- 1969년 2월 : 기업공개
- 1969년 9월 : 한국증권거래소 주식 상장
- 1971년 6월 : 로얄푸라스틱㈜ 흡수합병
- 1977년 4월 : 본사 서울로 이전(소재지: 서울 영등포구 대림동)
- 1981년 3월 : 싱가폴 현지 법인(SNPC) 설립
- 1987년 5월 : 반월공장 준공(소재지: 경기도 안산시)
- 1990년 2월 : 형체력 4,500톤 사출기 가동
- 1990년 8월 : 정읍공장 준공(소재지: 전북 정읍시)
- 1993년 4월 : 중국 도문내쇼날푸라스틱유한공사 합작회사 설립
- 1995년 5월 : 본사 경기도 안산시로 이전
- 2003년 10월 : 영남공장 준공(소재지: 경남 밀양시)
- 2005년 11월 : 청원공장 준공(소재지: 충북 청원군)
- 2011년 3월 : 내쇼날푸라스틱(주)에서 엔피씨(주)로 상호변경
- 2014년 12월 : (주)제주내쇼날푸라스틱 합병.

## 공장 및 사업장
- 본사 및 반월공장 : 경기도 안산시 단원구 해안로 289 (원시동)
- 군포사무소 : 경기도 군포시 이당로 129 (당정동)
- 제주공장 : 제주특별자치도 서귀포시 표선면 원님로 594
- 영남공장 : 경상남도 밀양시 초동면 초동농공단지길 39-33
- 청원공장 : 충청북도 청주시 청원구 북이면 화상석성로 443

## 관계사 및 해외법인
국내 관계사
- 엔피씨몰텍(주)
- (주)엔피씨케미칼
- 내쇼날플러스(주)
- 내쇼날씨엔디(주)
- (주)엔코어벤처스
- 엔피씨로지스(주)
- (주)엔피씨시스템
- 엔에스씨(주)
- 엔디케이(주)

해외법인
- 산생 내쇼날푸라스틱
- 도문내쇼날푸라스틱 유한공사